# دانشگاه آزاد اسلامی واحد ابرکوه
دانشگاه آزاد اسلامی واحد ابرکوه در سال ۱۳۷۳ به عنوان یکی از مراکز تحت پوشش دانشگاه آزادتأسیس و در سال ۱۳۸۳ واحدی مستقل گردید.

## ریاست دانشگاه
نام روسای دانشگاه از آغاز تا کنون به شرح زیر می‌باشد:
| ردیف | نام و نام خانوادگی | مدرک تحصیلی   | رشته تحصیلی       | دانشگاه اخذ مدرک     | مدت مسولیت     |
| ---- | ------------------ | ------------- | ----------------- | -------------------- | -------------- |
| ۱    | محمد حسن فرج نژاد  | کارشناسی ارشد | زبان و ادبیات عرب | تهران                | ۷۲ الی ۸۰      |
| ۲    | سید محمود میرخلیلی | دکترای تخصصی  | حقوق - جرم‌شناسی   | تهران                | ۸۰ الی ۸۷      |
| ۳    | محمد علی صدرالدینی | کارشناسی ارشد | عمران - سازه      | یزد                  | ۸۷ الی ۸۹      |
| ۴    | عباس علوی راد      | دکترای تخصصی  | اقتصاد - کلان     | بین‌المللی پونا - هند | ۸۹ الی ۹۸      |
| ۵    | ابوالفتح عزیزی     | دکترای تخصصی  | معارف             |                      | ۱۳۹۸ الی اکنون |

ریاست دانشگاه را ابوالفتح عزیزی (دارای مدرک دکترای معارف) بر عهده دارد.

## امکانات رفاهی و آموزشی دانشگاه (تا 1397)
- دو خوابگاه برای پسران و دختران در داخل محوطه دانشگاه
- کتابخانه
- سلف سرویس
- آزمایشگاه
- سوله ورزشی
- دسترسی کامل به شبکه داخلی و اینترنت بسیم پرسرعت در تمامی فضای داخلی و خارجی (محوطه باز ۱۰۶ هکتاری) دانشگاه
- مجهز به سایت کامپیوتری برای استفاده از اینترنت و نرم‌افزارهای مورد نیاز دانشجویان
- مجهز به سایت کارگاهی برای رشته‌های مختلف